# Podocarpus chinensis
Podocarpus chinensis là một loài thực vật hạt trần trong họ Thông tre. Loài này được Wall. ex J.Forbes miêu tả khoa học đầu tiên năm 1839. Chúng được tìm thấy ở Trung Quốc, Nhật Bản, và Myanmar. 